# Леванова, Евгения Анатольевна
Евге́ния Анато́льевна Лева́нова (род. 16 августа 2000, Чебоксары) — российская художественная гимнастка, пятикратная чемпионка мира, в том числе, трёхкратная абсолютная (2017, 2018, 2019) в групповых упражнениях.
Пятикратная чемпионка мира по художественной гимнастике (дважды в 2017, единожды в 2018). Заслуженный мастер спорта России, мастер спорта России международного класса.

## Биография
Родилась в Чебоксарах. Художественной гимнастикой начала заниматься в четырёхлетнем возрасте под руководством главного тренера сборной команды Чувашии по художественной гимнастике Ирины Штайнер. В 12 лет поступила учиться на отделение художественной гимнастики Нижегородского училища олимпийского резерва.
С 2017 года входит в состав сборной команды России. Тренируется под руководством главного тренера сборной России Ирины Винер-Усмановой и старшего тренера сборной России Татьяны Сергаевой.
С 2018 года встречается с фигуристом Максимом Ковтуном. В августе 2021 года пара объявила о помолвке.

## Достижения
- Чемпионат мира по художественной гимнастике в Софии в 2018 (Болгария) — золото и серебро
- Чемпионат мира по художественной гимнастике в Пезаро в 2017 (Италия) — 2 золота (скакалки и мячи) в групповых упражнениях .
- Кубок мира Ташкент 2017 в групповых упражнениях — золото (многоборье), золото (обручи), бронза (скакалки и мячи).
- Кубок мира Портимао 2017 в групповых упражнениях — серебро (многоборье), серебро (обручи), серебро (мячи и скакалки).
- Кубок мира Гвадалахара 2017 в групповых упражнениях — золото (многоборье), золото (мячи и скакалки).
- Кубок мира Берлин 2017 в групповых упражнениях (Челлендж Кап) — золото (многоборье), золото (обручи), золото (скакалки и мячи).
- Кубок мира Казань 2017 в групповых упражнениях (Челлендж Кап) — золото (многоборье), золото (обручи), золото (скакалки и мячи).

## Награды
- Благодарность Главы Чувашской Республики и наручные часы с национальной символикой (2018).